# مذبذب

أحد أشهر دوائر الذبذبة

المذبذب الإلكتروني (electronic oscillator) هو دائرة كهربائية تولد إشارات كهربائية غالبا ما تكون موجة جيبية أو مربعة .المذبذب الإلكتروني يحول التيار الساكن (DC) إلى تيار متناوب (AC) , كذلك يستخدم في مجالات واسعة في العديد من الأدوات الإلكترونية .أحد أمثلة استخدامه هي الإشارات الناتجة من المذياع والرائي كذلك إشارة الساعة التي تنظم عمل الحاسب وأيضا يستخدم في ساعات الكوارتز و يستخدم في إنتاج الأصوات في بعض ألعاب الفديو عبر أجهزة التزمير الإلكتروني (electronic beepers) .
المذبذب غالبا ما يصنف حسب مخرجاته الذبذبية
وبهذا نستطيع تقسيمه إلى ثلاثة أقسام
- مذبذب الصوت ينتج الترددات في نطاق الصوت حوالي 16 هرتز إلى 20 كيلو هرتز.
- مذبذب المذياع ينتج الإشارات في ترددالمذياع من نحو 100 كيلو هرتز إلى 100 جيجا هرتز.
- مذبذب التردد المنخفض هو المذبذب الإلكتروني الذي يولد تردادات ما تحت ≈ 20 هرتز

هناك نوعان رئيسيان من المذبذبات الإلكتروني: مذبذب خطي ومذبذب غير خطي

## اقرأ أيضا
- مذبذب حدودي
- مذبذب بصري حدودي  oscillator
- مضخم بصري حدودي amplifier